# Досието „Ипкрес“
„Досието „Ипкрес“ (на английски: The Ipcress File) е британски филм от 1965 година, шпионски трилър на режисьора Сидни Фюри по сценарий на Уилям Хамилтън Канауей и Джеймс Доран, базиран на едноименния роман от 1962 година на Лен Дийтън.
В центъра на сюжета е британски шпионин, натоварен със задачата да открие изчезнал учен, притежаващ критична информация, който е отвлечен в Албания и подложен на опити за промиване на мозъка. Главните роли се изпълняват от Майкъл Кейн, Найджъл Грийн, Гай Доулман.
„Досието „Ипкрес“ получава наградите на БАФТА за най-добър британски филм, операторска работа и сценография и е номиниран за „Златна палма“. Филмът става първият от поредица от 6 филма, посветени на главния герой Хари Палмър.